# Torneo de Estrasburgo 2024
El Internationaux de Strasbourg 2024 fue un torneo profesional de tenis en canchas de arcilla. Fue la 38.ª edición del torneo que formó parte de la WTA Tour 2024. Se llevó a cabo en Estrasburgo (Francia) desde el 19 hasta 25 de mayo de 2024.

## Distribución de puntos
| Modalidad           | Campeona | Finalista | Semifinales | Cuartos de final | 3ª ronda | 2ª ronda | 1ª ronda | Clasificadas | 2ª ronda de clasificación | 1ª ronda de clasificación |
| Individual femenino | 500      | 325       | 195         | 108              | 60       | 30       | 1        | 25           | 13                        | 1                         |
| Dobles femenino     | 500      | 325       | 195         | 108              | -        | -        | 1        | -            | -                         | -                         |

## Cabezas de serie

### Individuales femenino
| Tenista                  | Ranking | Preclasificada |
| Markéta Vondroušová      | 6       | 1              |
| Beatriz Haddad Maia      | 13      | 2              |
| Danielle Collins         | 15      | 3              |
| Madison Keys             | 16      | 4              |
| Liudmila Samsonova       | 17      | 5              |
| Ekaterina Alexandrova    | 18      | 6              |
| Elina Svitolina          | 19      | 7              |
| Anastasia Pavlyuchenkova | 21      | 8              |

- Ranking del 6 de mayo de 2024.[2]

### Dobles femenino
| Tenista                                | Ranking | Preclasificada |
| Nicole Melichar Ellen Perez            | 14      | 1              |
| Demi Schuurs Luisa Stefani             | 21      | 2              |
| Shuko Aoyama Lyudmyla Kichenok         | 38      | 3              |
| Desirae Krawczyk Bethanie Mattek-Sands | 40      | 4              |

## Campeonas

### Individual femenino
Madison Keys venció a  Danielle Collins por 6-1, 6-2

### Dobles femenino
Cristina Bucșa /  Monica Niculescu vencieron a  Asia Muhammad /  Aldila Sutjiadi por 3-6, 6-4, [10-6]